# Comic Dengeki Daiō
Comic Dengeki Daiō (jap. 月刊コミック電撃大王) ist ein japanisches Manga-Magazin, das sich an erwachsene Manga-Fans (Otakus) richtet.
Das Magazin erscheint monatlich beim ASCII-Media-Works-Verlag zu einem Preis von 680 Yen. Den Hauptteil des Magazins machen verschiedene Kapitel von Manga-Serien und Manga-Kurzgeschichten aus. Diese sind oft Adaptionen bekannter Anime-Serien oder Videospiele; auch Comedy-Manga wie Azumanga Daioh sind enthalten.
Bei seiner Gründung 1994 erschien Dengeki Daiō vierteljährlich bei Kadokawa Shoten. Später erschien es beim neu gegründeten Verlag Media Works. 2005 hatte das Magazin eine Auflage von 250.000 Stück pro Ausgabe. 2008 schlossen sich Media Works und ASCII zu ASCII Media Works zusammen, das seitdem das Magazin veröffentlicht.

## Veröffentlichte Manga-Serien (Auswahl)

### Fortlaufend
- Adachi to Shimamura von Hitoma Iruma
- Blood Alone von Masayuki Takano
- Bloom into you von Nio Nakatani
- Danjo no Yūjō wa Seiritsu Suru? (Iya, Shinai!!) von Kamelie
- Erdbeeren & Marshmallows von Barasui
- Golden Time von Umechazuke
- Shingetsutan Tsukihime von Shonen Sasaki
- Sora no Method von Yuka Namisaki
- Strike the Blood von Gakuto Mikumo und Tate
- The Devil is a Part-Timer von Satoshi Wagahara
- Yotsuba&! von Kiyohiko Azuma

### Abgeschlossen
- Azumanga Daioh von Kiyohiko Azuma
- Comic Party von Sekihiko Inui
- Gunslinger Girl von Yū Aida
- Hyakka Ryōran: Sengoku Maidens von Yura Shinano
- Kamichu! von Mucho Besame
- Kashimashi von Satoru Akahori
- Kokoro Library von Takagi Nobuyuki
- Onegai Teacher von Hayashiya Shizuru und Please!
- Onegai Twins von Hayashiya Shizuru und Please!
- To Heart 2 von Aquaplus und Haruka Gogyōya
- Uta-Kata von Keito Koume